# Sthenias grisator
Sthenias grisator is een keversoort uit de familie van de boktorren (Cerambycidae). De wetenschappelijke naam van de soort werd voor het eerst geldig gepubliceerd in 1787 door Fabricius.
De volwassen insecten zijn 20 tot 30 mm lang en grijs gekleurd. De dekschilden hebben een lichtere vlek in het midden en vormen dichtgevouwen een "oog" op de rug van de kever.
De soort komt voor in India. Fabricius vermeldde Tranquebar als vindplaats.
Het is een plaaginsect, onder meer bij rozenstruiken en wijnstokken. De insecten leggen hun eieren op jonge takken van wijnranken. Daarvoor knagen ze een gordel of ring vrij rond de wijnrank waarin ze de eieren deponeren. Het gedeelte van de rank voorbij de gordel verdroogt daardoor. De larven tunnelen in het hout en veroorzaken het verkleuren van de bladeren. De larve verpopt in de tunnel waarna het volwassen insect zich een weg naar buiten boort. Edward Percy Stebbing schreef in 1914 dat de insecten een ring van "aanzienlijke diepte" maakten rond de takken van Tabernaemontana alba. Ook bij de moerbei is het een plaag.